# Toro (mitologia)

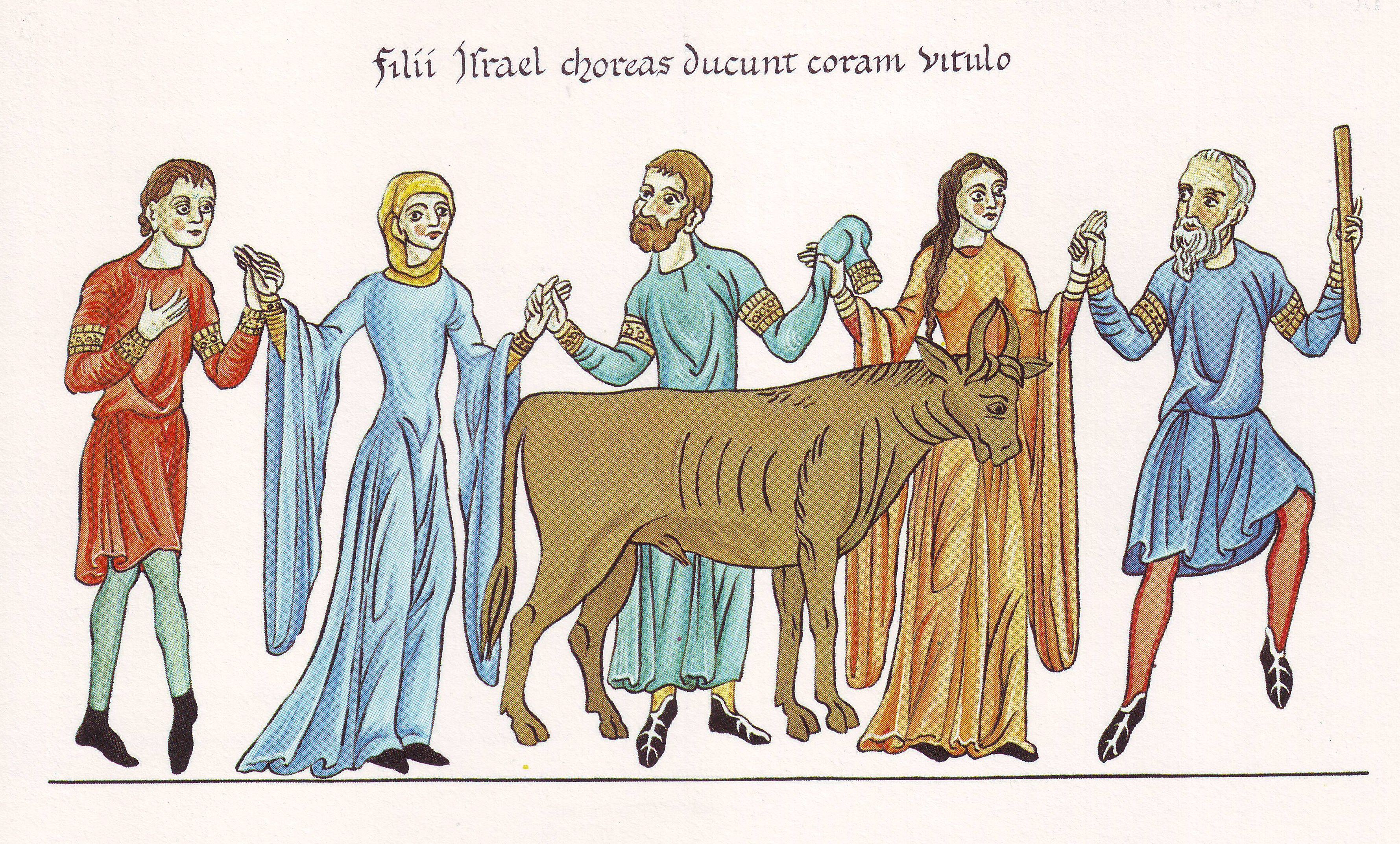
Adorazione del Vitello d'oro, immagine tratta dal manoscritto Hortus deliciarum (XII secolo)

Il toro ricorre spesso nei miti e nelle iconografie dell'antichità, come simbolo presente in numerose civiltà sia nel mondo orientale che occidentale.
Lo si trova ad esempio nel libro dell'Esodo dell'Antico Testamento,  durante il quale Mosé scagliò contro una statua dalle fattezze di toro, evocativa di culti pagani, le tavole appena ricevute sul Sinai.
Si tratta spesso tuttavia non di semplice immagine o statua, ma di un vero e proprio oggetto di adorazione, come nel caso del dio babilonese Marduk, considerato il toro di Utu (il sumero dio Shamash); il destriero di Shiva, uno degli Dèi appartenenti alla Trimurti indiana, è il toro chiamato Nandi.
La sacralità del toro, che è uno dei primi animali arcaici venerati dall'uomo, sopravvive fino ad oggi, associato alla costellazione del Toro e al significato astrologico che le viene attribuito, nonché nell'iconografia cristiana associata agli evangelisti.
Sia il toro lunare mesopotamico che quello solare indiano è stato infatti oggetto nel tempo d'innumerevoli riproposizioni di stampo culturale e religioso, fino a giungere alla contemporanea cultura new Age.

## Età della Pietra
L'uro (Bos taurus primigenius), antenato dell'animale domestico storico, viene raffigurato in moltissime pitture rupestri europee del Paleolitico, come ad esempio in quelle che si trovano a Lascaux e Livernon in territorio francese e successivamente anche in varie sculture; si pensava probabilmente che la loro forza vitale potesse in qualche modo avere qualità magiche benefiche per gli umani. Era associato al culto parallelo riguardante la Grande Madre. I temibili uri sopravvissuti in Anatolia e nel Vicino oriente fino all'Età del ferro venivano adorati in tutta la regione come animali sacri; sopravvivenze d'un tale culto sono attestate a Catal Huyuk lungo tutto il Neolitico. Il toro viene visto come costellazione celeste fin dal Calcolitico, venendo a segnar il Capodanno all'inizio della Primavera a partire almeno dal 4 millennio a.C.

## Età del Bronzo

### Sardegna Prenuragica e Nuragica

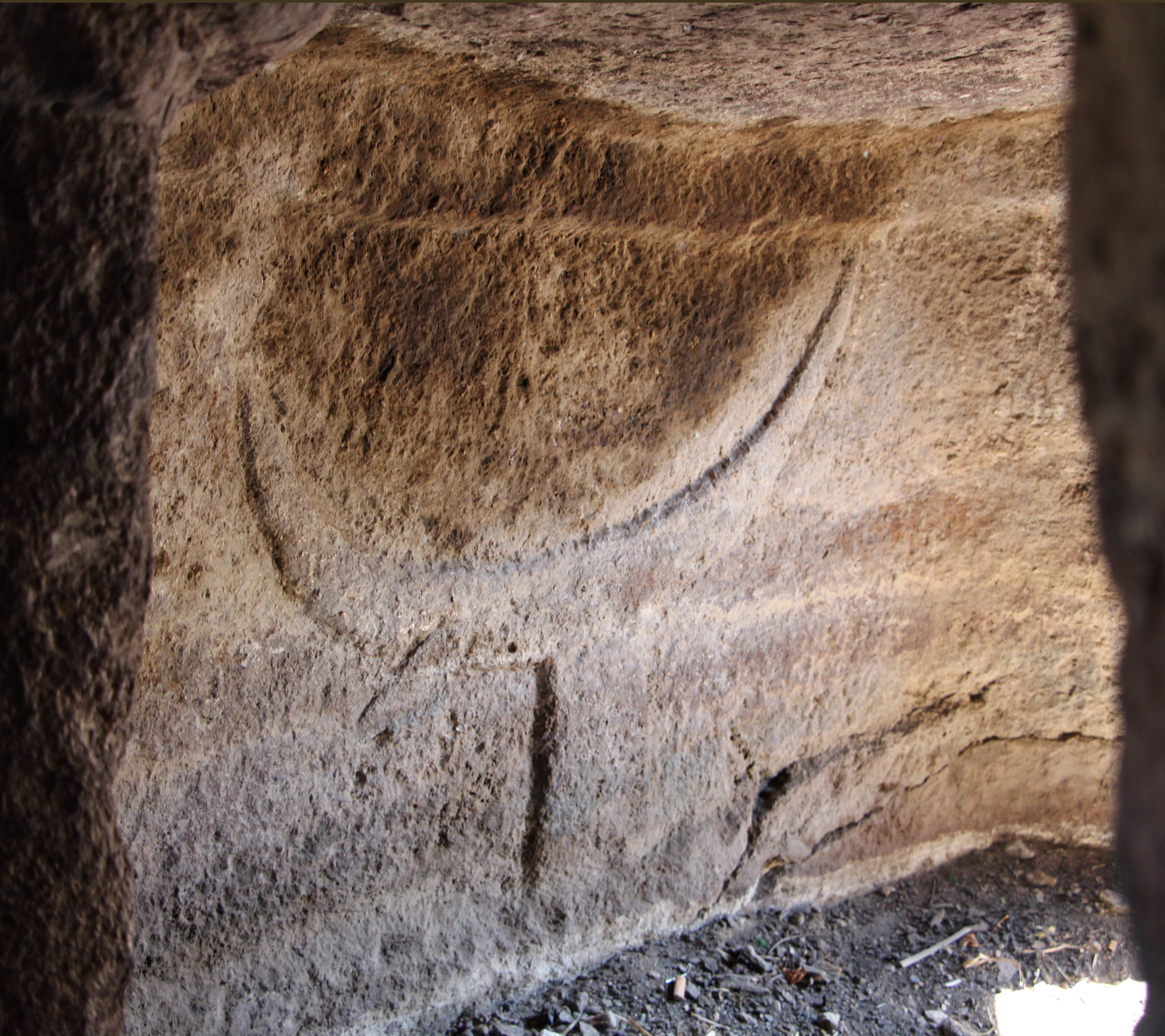
Roccia dell'elefante (multeddu), domus de janas, Rilievo di testa taurina nella domus de janas de la Roccia dell'elefante

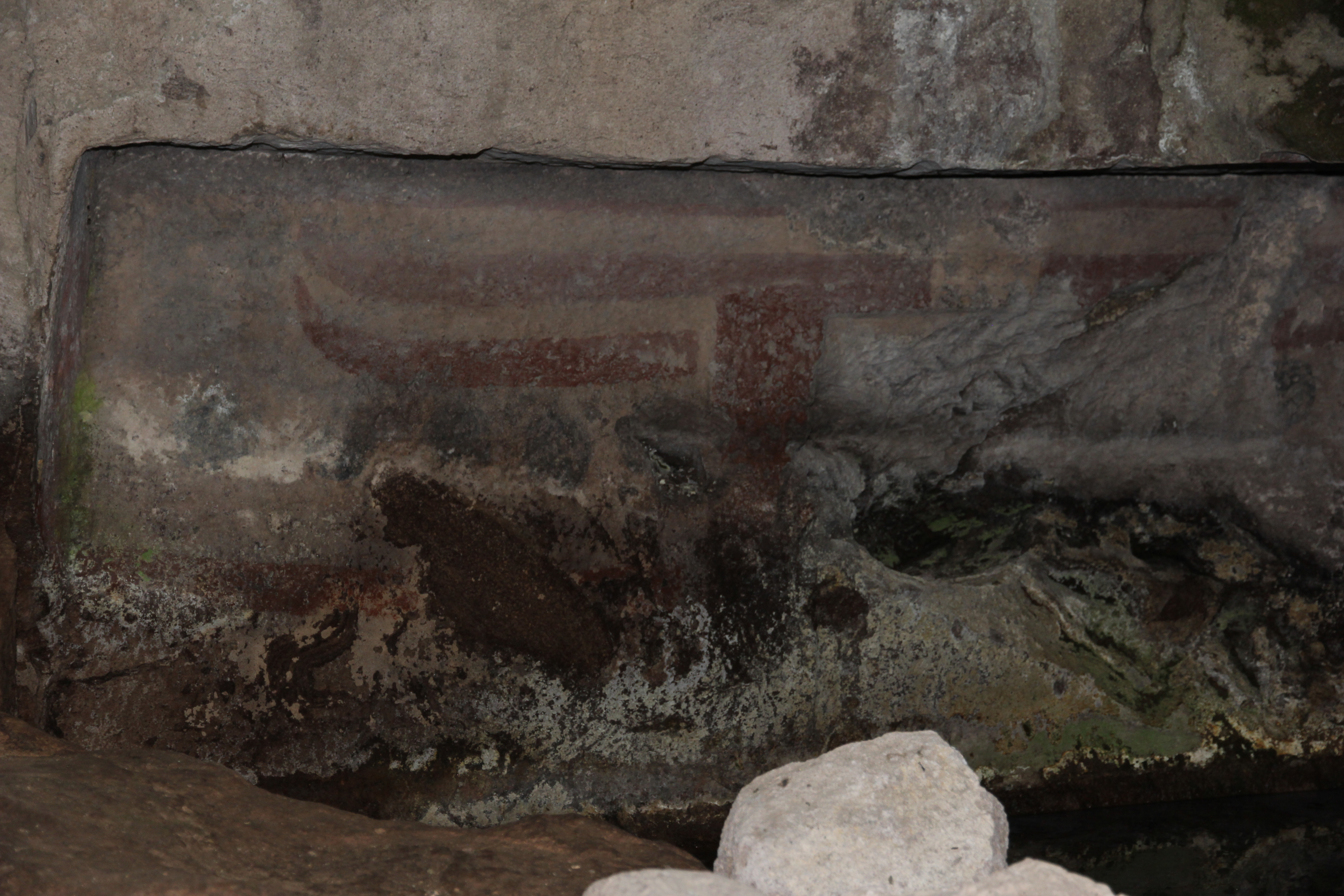
Thiesi - Necropoli di Mandra Antine

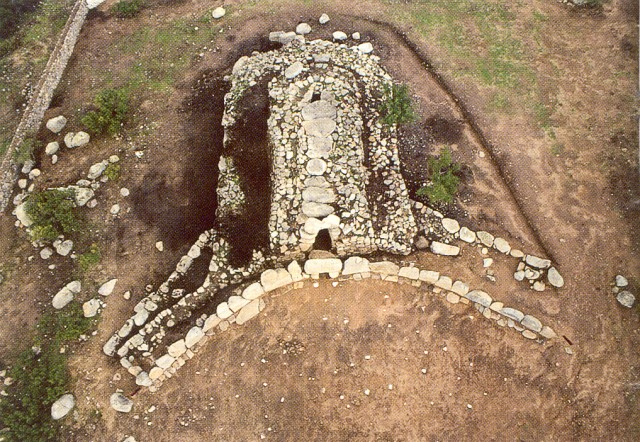
Tomba dei giganti Osono Triei

A partire dal Neolitico sino all'Età del Bronzo, la Sardegna ha visto svilupparsi lungo tutto il suo territorio il culto del toro.
Le genti prenuragiche erano solite rappresentarlo all'interno delle domus de janas (così chiamate in sardo, letteralmente case delle fate) attraverso incisioni rupestri sulla roccia e anche tramite pitture rupestri. 
Questo culto si è sviluppato estremamente con l'avvento della Civiltà nuragica la quale edificò circa 800 tombe dei giganti aventi la forma di una testa bovina richiamando il Dio Toro e lo stesso culto della Dea Madre.
Sempre la civiltà nuragica espresse il culto per il toro attraverso la realizzazione di bronzetti nuragici in navicelle nuragiche aventi protomi taurine sulla prua della barca oppure rappresentando lo stesso animale, con corna di varia dimensione.

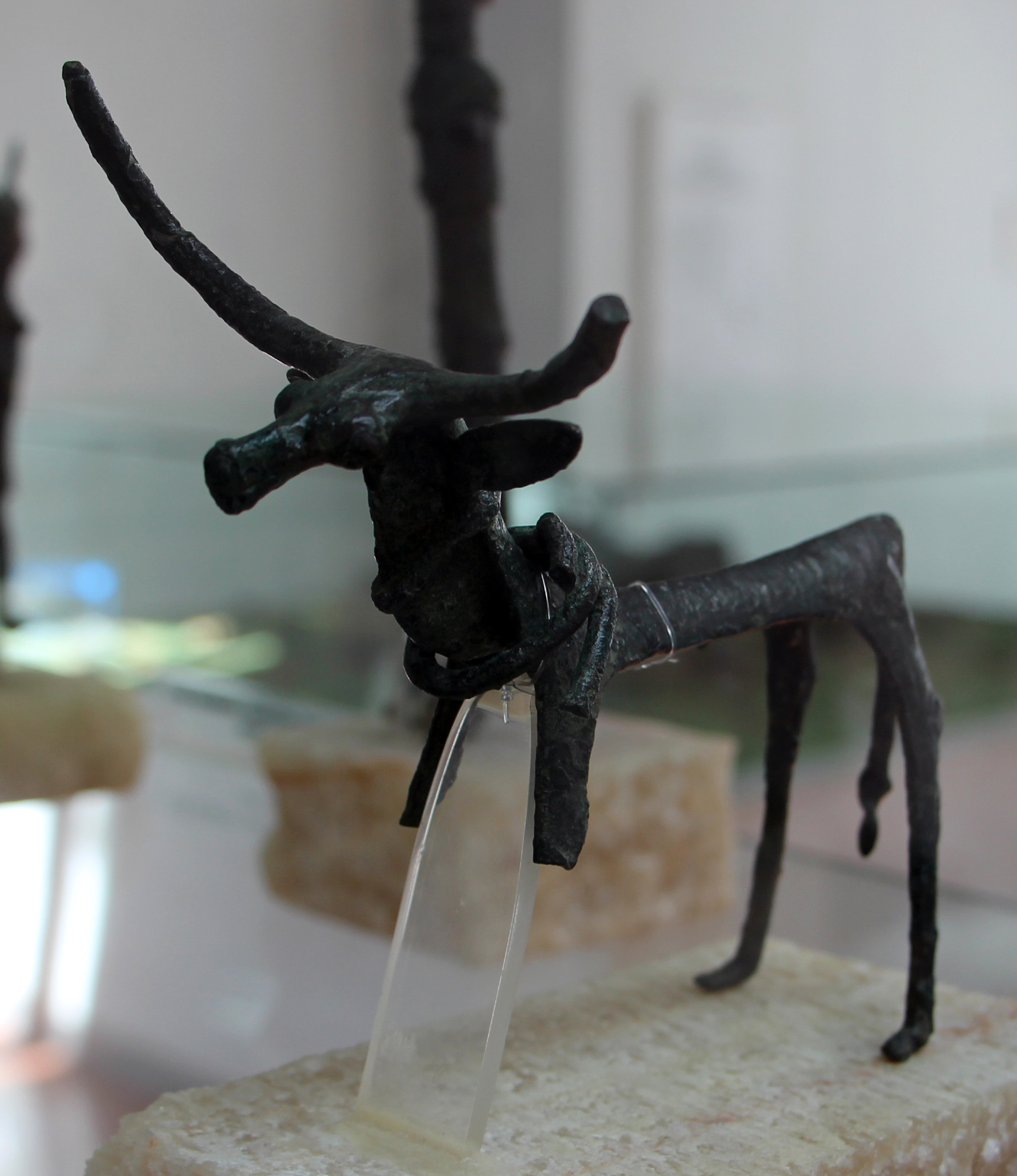
Bronzetto nuragico con toro

### Mesopotamia
L'epopea sumera che narra la storia di Gilgamesh descrive l'uccisione da parte dell'eroe assieme a Enkidu del Gran Toro celeste, nonché sposo di Ereshkigal, chiamato Gugalanna; questo crimine viene compiuto come atto di sfida agli Dèi. Fin dai primordi della civiltà storica in Mesopotamia il toro viene considerato come rappresentazione divina lunare, le sue corna raffigurano difatti la luna crescente.
Il sacrificio del toro Gavaevodata riveste un ruolo fondamentale nella cosmogonia del Zoroastrismo.

### Egitto
Nell'antico Egitto il toro viene adorato col nome di Apis, incarnazione in terra prima del dio creatore Ptah, fu edificato un tempio nella città di Menfi per il suo culto, probabilmente insieme alla prima sede del potere governativo fondato da un Aha (3125; 3100 a.C.), che in realtà non è altro che Nar-Mer (Menes), il primo re del quale si ha testimonianza storica dell'Antico Regno in Egitto. La nuova reincarnazione di Apis veniva identificata dai sacerdoti ogni qual volta il vecchio animale moriva, creando in tal modo una successione genealogica di tori sacri.
Dopo esser stato ospitato nel tempio a lui dedicato per tutti gli anni della sua esistenza, veniva in seguito imbalsamato e racchiuso in un grande sarcofago. Una lunga serie di questi sarcofagi in pietra monolitica venivano alloggiati nel Serapeo: son stati riscoperti in epoca moderna grazie agli scavi archeologici compiuti a Saqqara per merito di Auguste Mariette nel 1851.
Il toro veniva anche adorato come Mnevis, incarnazione di Atum-Ra ad Heliopolis. La parola Ka in egizio è sia un concetto religioso indicante il potere e la forza vitale, sia la parola per indicare l'animale taurino.

### Anatolia orientale
Non si è ancora riusciti a ricreare un contesto specifico per i teschi di toro provvisti di corna (vedi Bucranio) conservati fin dall'8.000 a.C. nella città-stato di Catal Huyuk. Il culto del toro sacro degli Hattians, i cui resti sono stati trovati accanto a quelli del cervo sacro (vedi Cervo (mitologia) ad Alacahöyük, è sopravvissuto nei rituali degli Hurriti e degli Hittiti, popoli che ne occuparono successivamente i territori.
La loro mitologia parla di Seri e Hurri, il dì e la notte, i due tori che portano il dio del tempo Teshub in groppa o trainando il suo carro divino.

### Isola di Creta

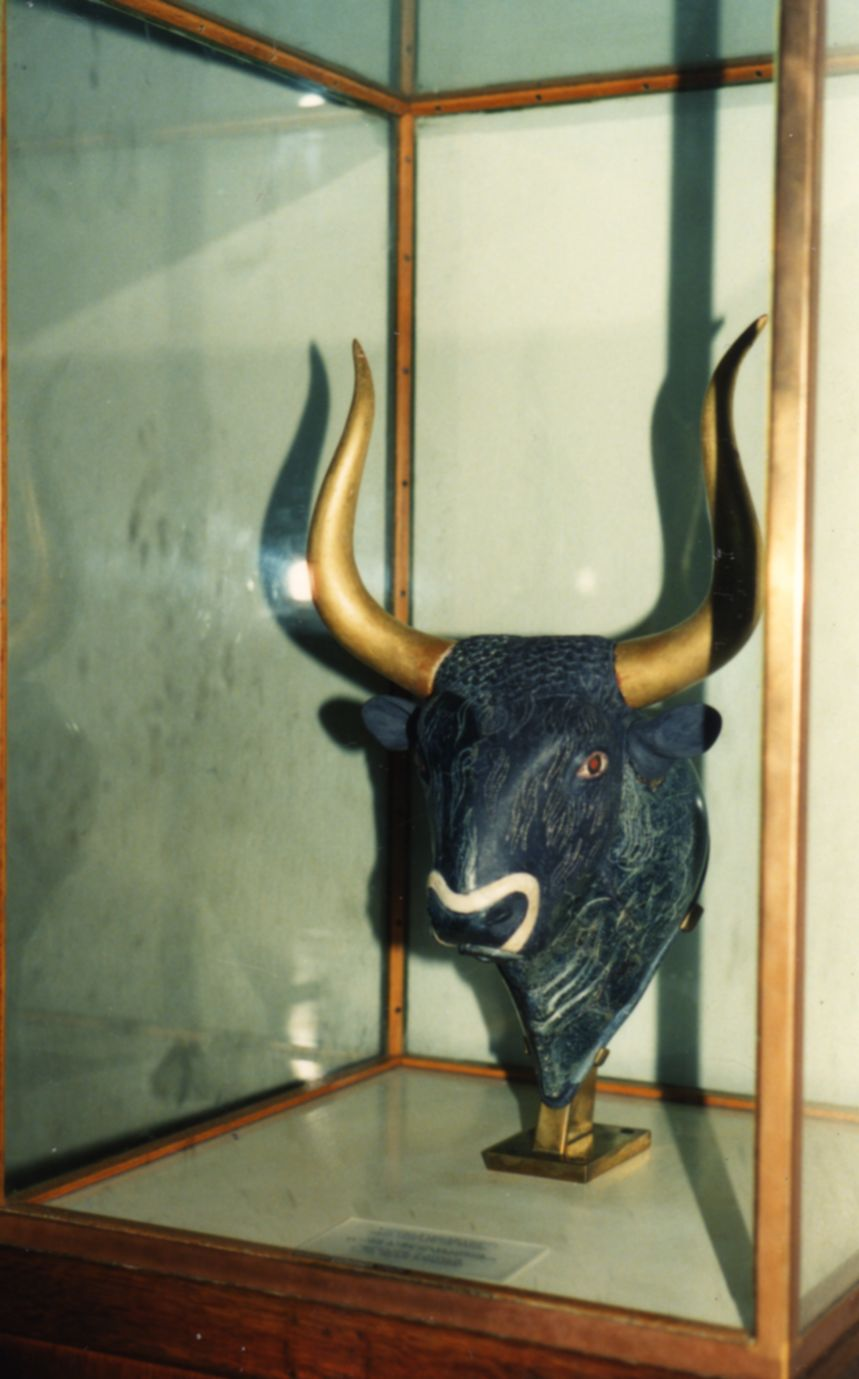
Toro minoico - Museo archeologico di Iraklio.

La figura del toro è stato uno dei principali temi centrali all'interno della Civiltà minoica; teste e corna dell'animale sono state utilizzate come simboli nel palazzo di Cnosso. Affreschi e ceramiche raffigurano il salto del toro (Taurocatapsia), un sacro rituale in cui i partecipanti, giovani d'entrambi i sessi, dovevano riuscire a saltare il toro afferrandolo per le corna. Tarda incarnazione di ciò, assimilata dal mondo Greco, è quella rappresentante la figura del Minotauro imprigionato nel Labirinto.
Per i Greci il toro cretese è fortemente legato al mito riguardante Teseo: inizialmente il giovane eroe ha dovuto catturare il toro sacro che viveva indisturbato nella pianura vicino a Maratona, per poi affrontare l'uomo-toro o Toro di Minosse, chiamato anche Minotauro, un essere umano con la testa di toro che vive al centro del Labirinto. Nato a seguito dell'amore mostruoso della regina per un toro, viene fatto vivere all'interno del Labirinto fatto costruire dal re per nascondere la terribile vergogna familiare. Cresciuto in totale solitudine come un ragazzo selvaggio e feroce, incapace d'esser addomesticato, si ciba di carne umana.

### Valle dell'Indo
La figura del bianco toro Nandi, cavalcatura/veicolo del Dio della distruzione Shiva e suo principale Gana/seguace, può esser fatta risalire alla Civiltà della valle dell'Indo, dove l'agricoltura e la produzione casearia è stata sempre l'occupazione più importante.

### Cipro
Le maschere a base di teschi di toro venivano indossate durante i riti cultuali sociali più importanti; ciò è testimoniato dalle figurine di terracotta e dagli altari a forma di testa di toro provvisti di corna del neolitico scoperti nell'isola. 

### Vicino Oriente
Moloch è la divinità dei cananei e poi dei cartaginesi spesso raffigurata con le fattezze di un toro. Idoli a forma di vitello vengono indicati in molti passi delle scritture ebraiche (vedi Antico testamento), facendo in tal maniera notare che il suo culto era fortemente radicato in quelle terre.
In seguito il motivo della figura taurina divenne quello d'un demone o diavolo cornuto in perenne conflitto con la fede in un unico Dio di Abramo e in contrasto con tutta la precedente tradizione. 

### Grecia
Nel culto riguardante gli Olimpi uno degli epiteti di Hera era quello di Bo-Opis, ovvero testa di mucca (o femmina del toro). Il mito di Io sacerdotessa della Dea, narra della sua trasmutazione per l'appunto in giovenca o vacca sacra. Lo stesso Zeus assume le sembianze di un toro per rapire la giovane Europa, principessa fenicia, e portarla a Creta.
Dioniso è un altro Dio della resurrezione che, come l'egizio Osiride, è fortemente legato alla forma taurina; un inno a lui dedicato lo invita a giungere come toro infuriato. Vi è poi un mito arcaico che lo riguarda in cui viene macellato come vitello ed empiamente divorato dai Titani (vedi Dionso. Archetipo della vita indistruttibile di K. Kerenyi).
Anche Ade è associato alla figura del Toro, più che altro nella sua concezione arcaica di divinità ctonia legata alla fertilità del sottosuolo.

### Impero Romano
I Romani assimilarono tardi il culto del toro Apis, legato a quello delle altre divinità egizie, che erano inizialmente viste con sfavore e come fonte di corruzione dei costumi. Il culto di Apis venne ostacolato in epoca augustea per motivi politici, ma si attestò saldamente a cominciare dalla dinastia Flavia, come attesta l'Iseo di Pompei. Il culto si fonde in modo sincretistico ai culti romani e si mantiene fino alla tarda epoca costantiniana. L'imperatore Giuliano fu l'ultimo che fece emettere monete romane con l'immagine del toro Api sul verso. Un altro culto molto importante per le legioni romane era quello di Mitra, di origine siriaca, anch'esso legato al sacrificio del toro (tauroctonia). 
Nel mondo romano va ricordato il sacrificio detto suovetaurilia, cioè il sacrificio di un maiale, una pecora e un toro.

## Il toro nell'iconografia ebraica e cristiana
Nella Bibbia il toro descritto non è solo quello riguardante l'episodio del vitello d'oro dell'Esodo, in occasione del quale il popolo ebraico, in attesa nel deserto del ritorno di Mosè che si era recato a piedi in cima al Monte Sinai per ricevere da Dio le tavole dei Dieci comandamenti, costringe il sacerdote Aronne a costruire un'immagine dorata a forma di toro da poter adorare. Tale forma idolatrica viene rabbiosamente distrutta dal profeta al suo ritorno. 
Il toro alato compare anche come simbolo positivo nel sogno di Ezechiele come una delle quattro figure del tetramorfo, mentre il toro (o vitello) è menzionato anche da San Giovanni nell'Apocalisse Il toro divenne poi simbolo dell'evangelista Luca.
Il toro, animale sacrificale per eccellenza, il cui sangue rivestiva un valore espiatorio nell'ebraismo, assurse in particolare a simbolo di Cristo, sacrificatosi sulla croce per la redenzione dell'uomo; anche la sua attività di fecondatore venne accostata analogamente a Cristo, quale sorgente della vita. Il toro quindi fu visto, nell'iconologia cristiana, come simbolo cristologico.
Una carta filigranata, stampata in Francia fra il 1409 ed il 1411, riporta ad esempio una testa bovina che ha tra le corna una croce con l'iniziale del nome sacro Xristos.